# Tournoi AVRO

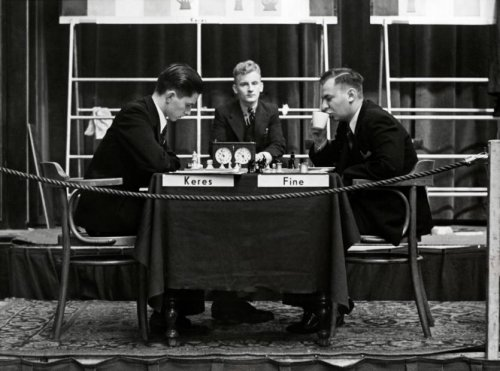
Paul Keres face à Reuben Fine lors du tournoi AVRO.

Le tournoi AVRO est un tournoi d'échecs qui s'est tenu aux Pays-Bas en novembre 1938.
Parrainé par la société de radiodiffusion néerlandaise « Algemene Vereniging Radio Omroep » (AVRO), cette compétition est considérée comme l'un des plus forts tournois de l'histoire. Les huit meilleurs joueurs mondiaux de l'époque s'y sont affrontés : le champion du monde en titre Alexandre Alekhine, les anciens champions du monde José Raúl Capablanca et Max Euwe, le futur champion Mikhaïl Botvinnik ainsi que Paul Keres, Reuben Fine, Samuel Reshevsky et Salo Flohr.
Les deux plus jeunes joueurs, Keres (né en 1916) et Fine (né en 1914), terminèrent premiers, mais Keres fut déclaré vainqueur car il battit Fine (1,5-0,5).
Le tournoi avait pour but apparent de désigner un challenger à Alekhine, mais n'était pas un tournoi des candidats officiel (Alekhine refusa de s'y conformer). Cependant, lorsque la FIDE organisa le championnat du monde en 1948 après le décès d'Alekhine (mort en 1946), elle invita six des participants du tournoi AVRO, Capablanca étant mort et Flohr étant remplacé par Vassily Smyslov ; Reuben Fine déclina l'invitation.

## Organisation
La cérémonie d'ouverture eut lieu le 4 novembre 1938. Les parties eurent lieu du 6 au 27 novembre 1938 dans neuf villes différentes :
- Amsterdam : rondes 1, 7 et 14 (6, 15 et 27 novembre)
- La Haye  : rondes 2 et 12 (8 et 24 novembre)
- Rotterdam : rondes 3 et 11 (10 et 22 novembre)
- Groningue : ronde 4 (12 novembre)
- Zwolle : ronde 5 (13 novembre)
- Haarlem : ronde 6 (14 novembre)
- Arnhem : ronde 9 (19 novembre)
- Breda : ronde 10 (20 novembre)
- Leyde : ronde 13 (25 novembre).

Les parties ajournées avaient lieu à Amsterdam.
Les rondes 4, 5, 6 et 7 furent disputées en changeant à chaque fois de ville et sans jour de repos intermédiaire, occasionnant la fatigue des participants les plus âgés (Capablanca et Alekhine).

## Résultats
| No. | Nom                  | Nationalité      | Keres | Fine | Bot. | Euwe | Resh. | Alek. | Cap. | Flohr | Total |
| --- | -------------------- | ---------------- | ----- | ---- | ---- | ---- | ----- | ----- | ---- | ----- | ----- |
| 1   | Paul Keres           | Estonie          | XX    | 1=   | ==   | ==   | 1=    | ==    | 1=   | ==    | 8,5   |
| 2   | Reuben Fine          | États-Unis       | 0=    | XX   | 1=   | 10   | 10    | 11    | ==   | 1=    | 8,5   |
| 3   | Mikhaïl Botvinnik    | Union soviétique | ==    | 0=   | XX   | =0   | 1=    | 1=    | =1   | ==    | 7,5   |
| 4   | Max Euwe             | Pays-Bas         | ==    | 01   | =1   | XX   | 0=    | 0=    | 01   | 1=    | 7,0   |
| 5   | Samuel Reshevsky     | États-Unis       | 0=    | 01   | 0=   | 1=   | XX    | ==    | ==   | 1=    | 7,0   |
| 6   | Alexandre Alekhine   | France           | ==    | 00   | 0=   | 1=   | ==    | XX    | =1   | =1    | 7,0   |
| 7   | José Raúl Capablanca | Cuba             | 0=    | ==   | =0   | 10   | ==    | =0    | XX   | =1    | 6,0   |
| 8   | Salo Flohr           | Tchécoslovaquie  | ==    | 0=   | ==   | 0=   | 0=    | =0    | =0   | XX    | 4,5   |